# 시게노촌
시게노촌(滋野村)은 나가노현 지사가타군에 있던 촌이다. 현재의 도미시, 고모로시에 해당한다.

## 역사
- 1889년 4월 1일 - 정촌제 시행에 의해 지사가타군 시게노촌이 성립하였다.
- 1958년 4월 10일 - 도부정에 편입되었다.
- 1959년 4월 1일 - 도부정의 일부가 고모로시에 편입되었다.

## 교통

### 철도
- 일본국유철도
  - 신에쓰 본선 (현 시나노 철도)

### 도로
- 국도 제18호선

## 참고문헌
- 角川日本地名大辞典 20 長野県